# Masaaki Kobayashi
Masaaki Kobayashi (小林 正暢 Kobayashi Masaaki; 13 september 1980) is een voormalig Japans schaatser. Zoals vele Japanse schaatsers is ook hij het beste uit op de sprintafstanden 500 en 1000 meter.

## Carrière
Masaaki Kobayashi werd gezien als het sprinttalent van Japan na Joji Kato. Dit bewees hij in 2004 door brons te winnen op de 1000 meter tijdens de WK Afstanden in Seoel. In 2005 werd hij vierde tijdens het WK Sprint in Salt Lake City, het kampioenschap waarin Erben Wennemars zijn titel prolongeerde.
Op 14 maart 2003 schaatste Kobayashi in Berlijn de snelste opening ooit op de 500m. Zijn opening van 9,37 sec. was sneller dan de tot dan toe snelste opening van Hiroyasu Shimizu van 9,39 sec. Pas op 26 september 2021 werd dit geëvenaard door de Chinees Gao Tingyu. Een week later verbeterde Gao het naar 9,35 sec, en nog een maand later naar 9,32 sec. Geen van deze tijden is ooit een officieel wereldrecord geweest omdat het tussentijden betreft. Het officiële wereldrecord op de 100m is 9,40 van Yuya Oikawa.

## Records

### Persoonlijke records
| Afstand    | Tijd    | Datum            | Baan           |
| ---------- | ------- | ---------------- | -------------- |
| 500 meter  | 34,73   | 13 december 2003 | Salt Lake City |
| 1000 meter | 1.08,28 | 22 januari 2005  | Salt Lake City |
| 1500 meter | 1.49,22 | 12 augustus 2005 | Calgary        |

### Wereldrecords
| Nr.  | Afstand                   | Tijd    | Datum         | Baan    |
| ---- | ------------------------- | ------- | ------------- | ------- |
| jr1. | 500 meter (junioren)      | 36,23   | 18 maart 2000 | Calgary |
| jr2. | 1000 meter (junioren)     | 1.10,83 | 18 maart 2000 | Calgary |
| jr3. | 500 meter (junioren)      | 35,93   | 19 maart 2000 | Calgary |
| jr4. | Sprintvierkamp (junioren) | 143,015 | 19 maart 2000 | Calgary |

## Resultaten
| Jaar | Olympische Spelen | WK Afstanden    | WK Sprint | WK Junioren | Aziatische Winterspelen |
| ---- | ----------------- | --------------- | --------- | ----------- | ----------------------- |
| 1999 |                   |                 |           | NC35        | -                       |
| 2000 |                   |                 |           | 7e          |                         |
| 2003 |                   | 7e 500m         | 31e       |             | -                       |
| 2004 |                   | 4e 500m · 1000m | 9e        |             |                         |
| 2005 |                   | 13e 1000m       | 4e        |             |                         |
| 2006 | -                 | -               | -         |             |                         |
| 2007 |                   | -               | -         |             | -                       |

→ = kampioenschap moet nog gehouden worden
NC35 = niet gekwalificeerd voor de laatste afstand, maar wel als 35e geklasseerd in de eindrangschikking

### Medaillespiegel
| Kampioenschap           | Goud | Zilver | Brons |
| ----------------------- | ---- | ------ | ----- |
| Olympische Spelen       | 0    | 0      | 0     |
| WK Afstanden            | 0    | 0      | 1     |
| WK Sprint               | 0    | 0      | 0     |
| WK Junioren             | 0    | 0      | 0     |
| Aziatische Winterspelen | 0    | 0      | 0     |

1. ↑  Beelden van deze race (Nederlands commentaar) YouTube
2. ↑  Resultaten China Cup 1 2021-2022. Geraadpleegd op 7 juli 2024.
3. ↑  Resultaten China Cup 2 2021-2022. Geraadpleegd op 7 juli 2024.
4. ↑  Resultaten wereldbeker 1 2021-2022. Geraadpleegd op 7 juli 2024.